# Karehalli, Sira
Karehalli là một làng thuộc tehsil Sira, huyện Tumkur, bang Karnataka, Ấn Độ.